# Tetraglenes rufescens
Tetraglenes rufescens là một loài bọ cánh cứng trong họ Cerambycidae.